# Purmerend

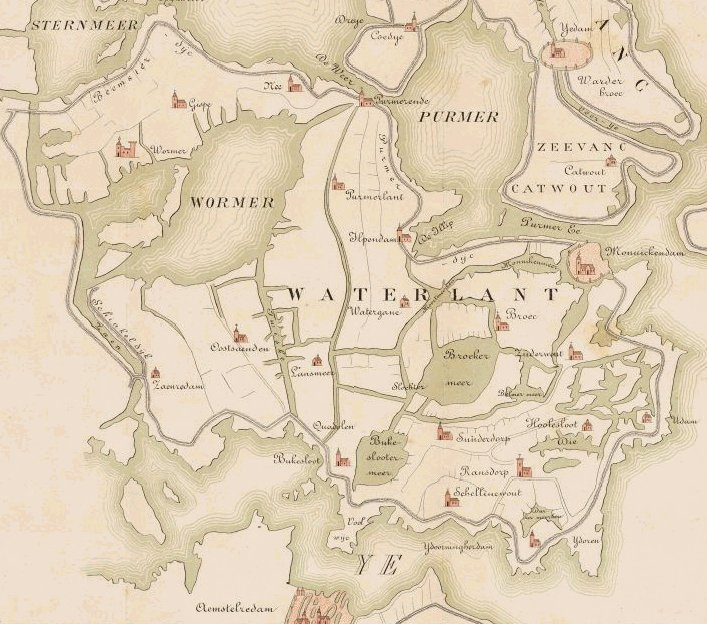
Waterland met de Purmer en Purmerend in 1288

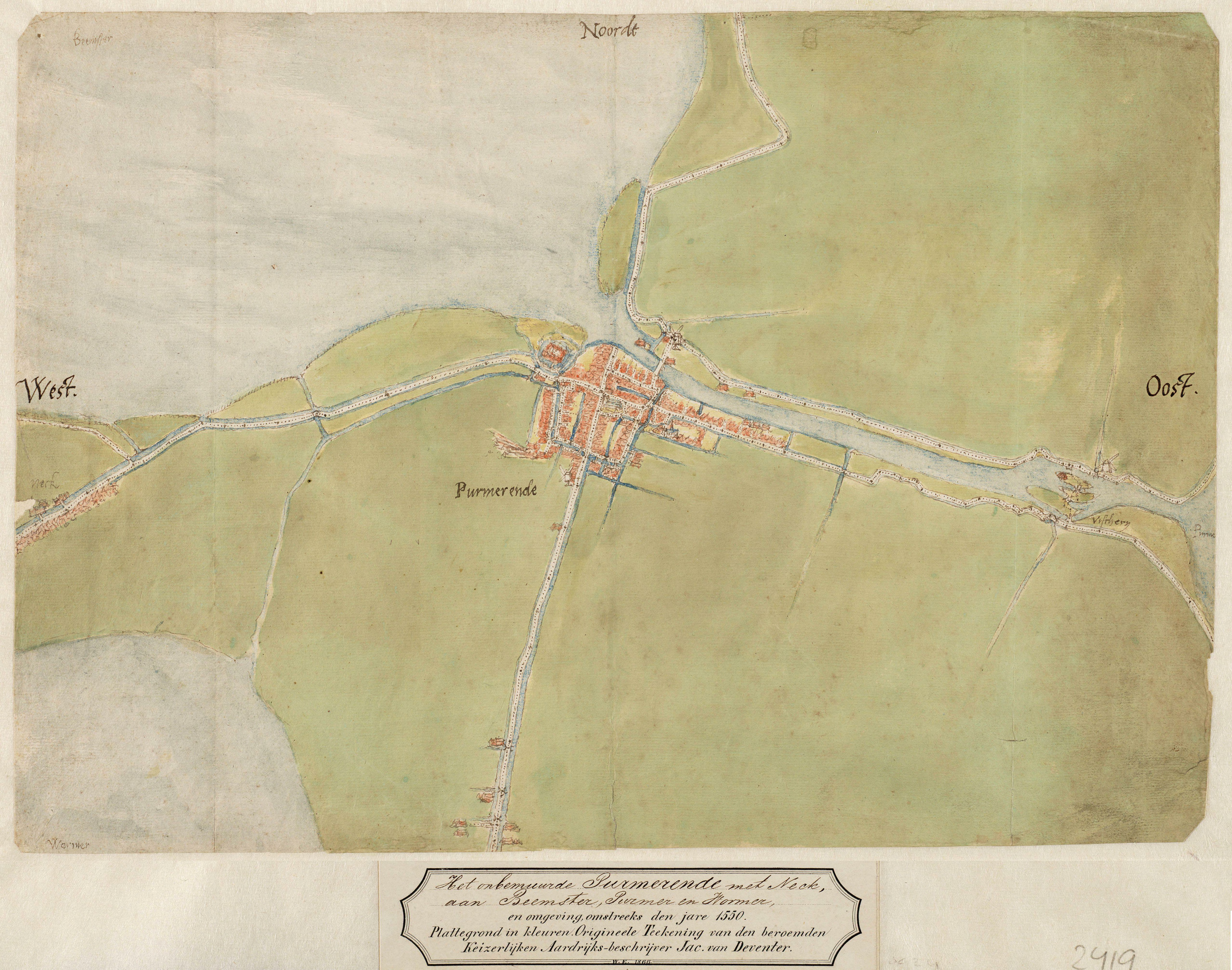
Purmerend tussen 1550 en 1570

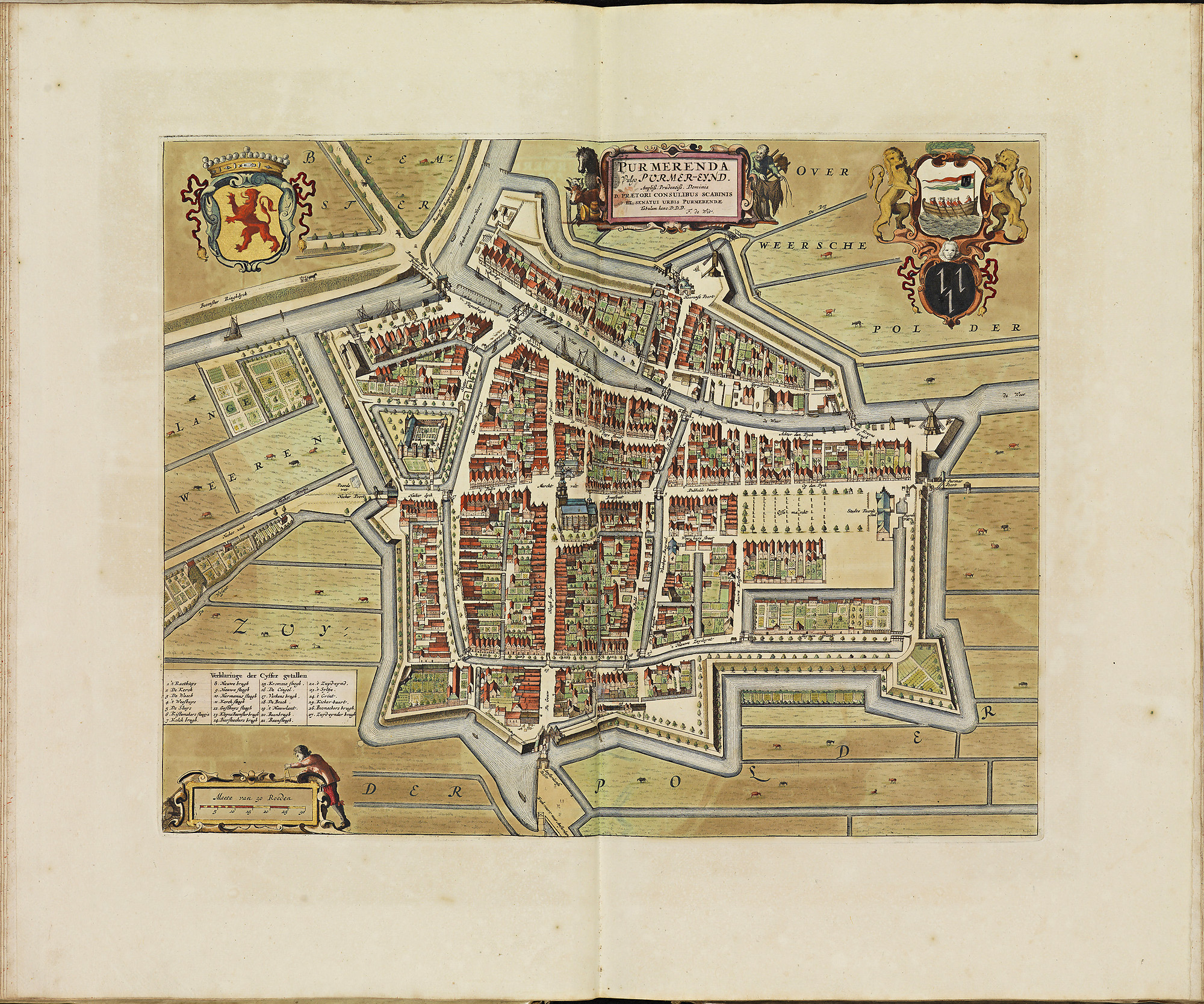
Purmerend omstreeks 1698

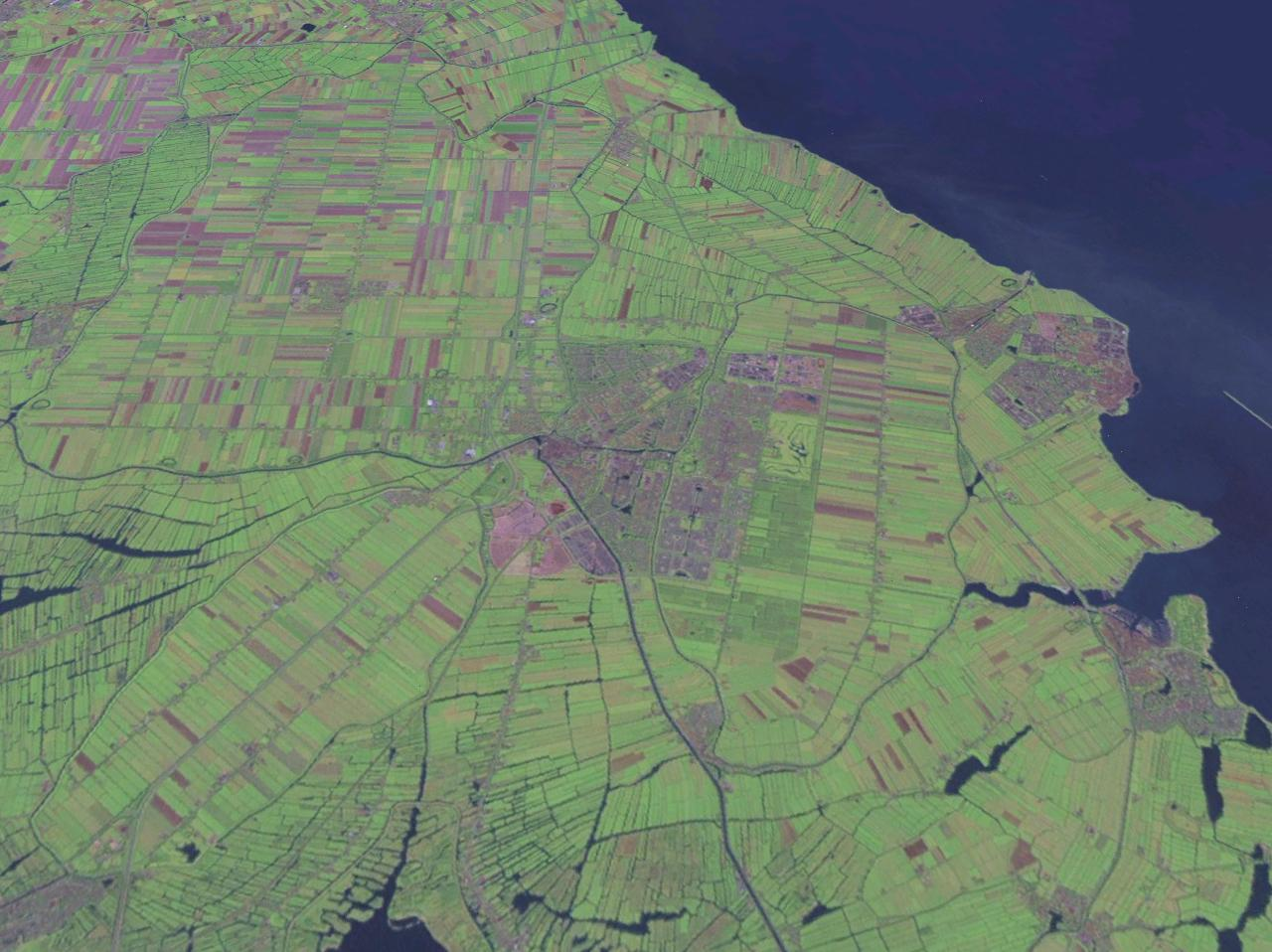
Satellietfoto

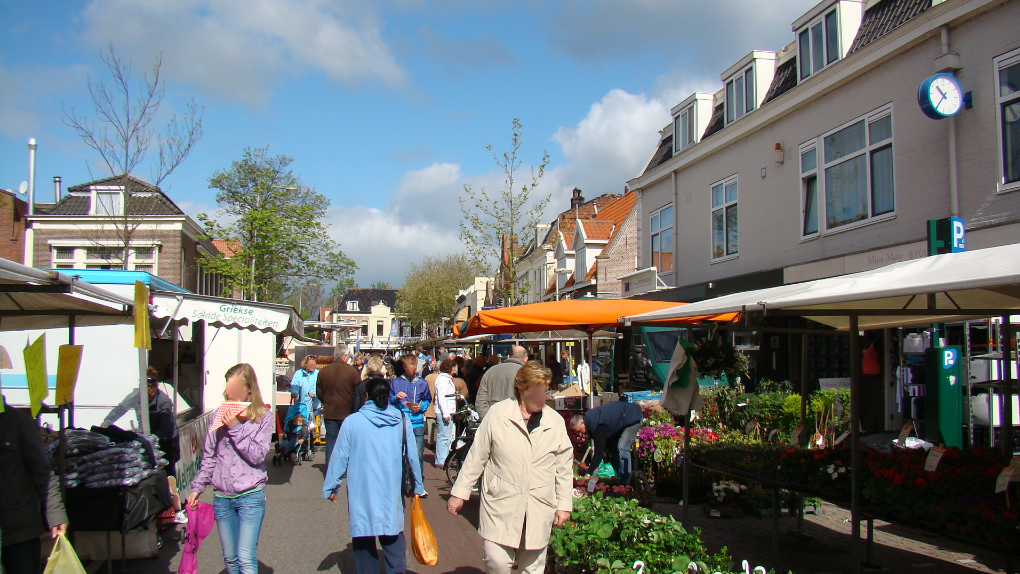
Marktstad Purmerend

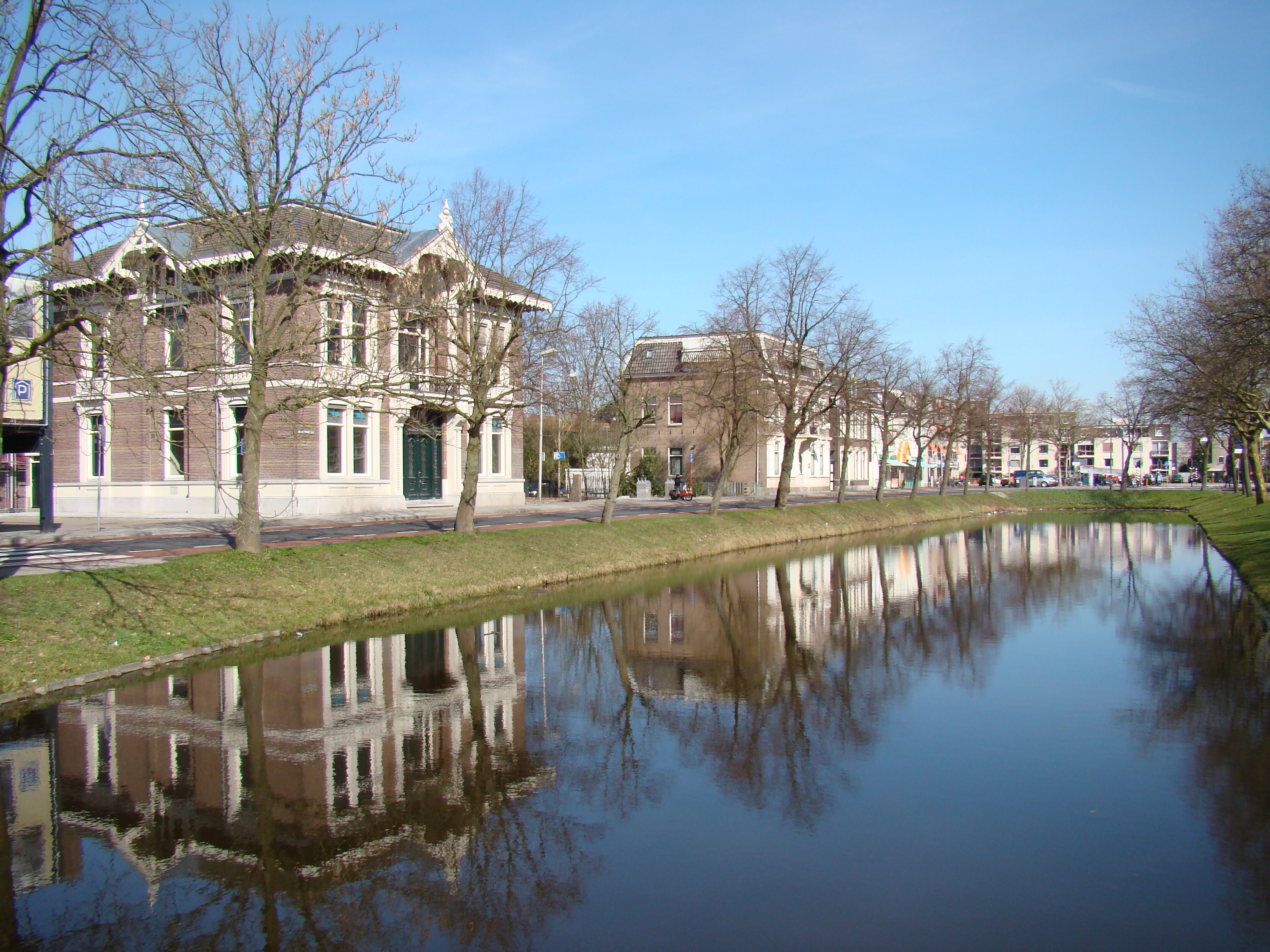
Stadsgracht met links Villa Clementine

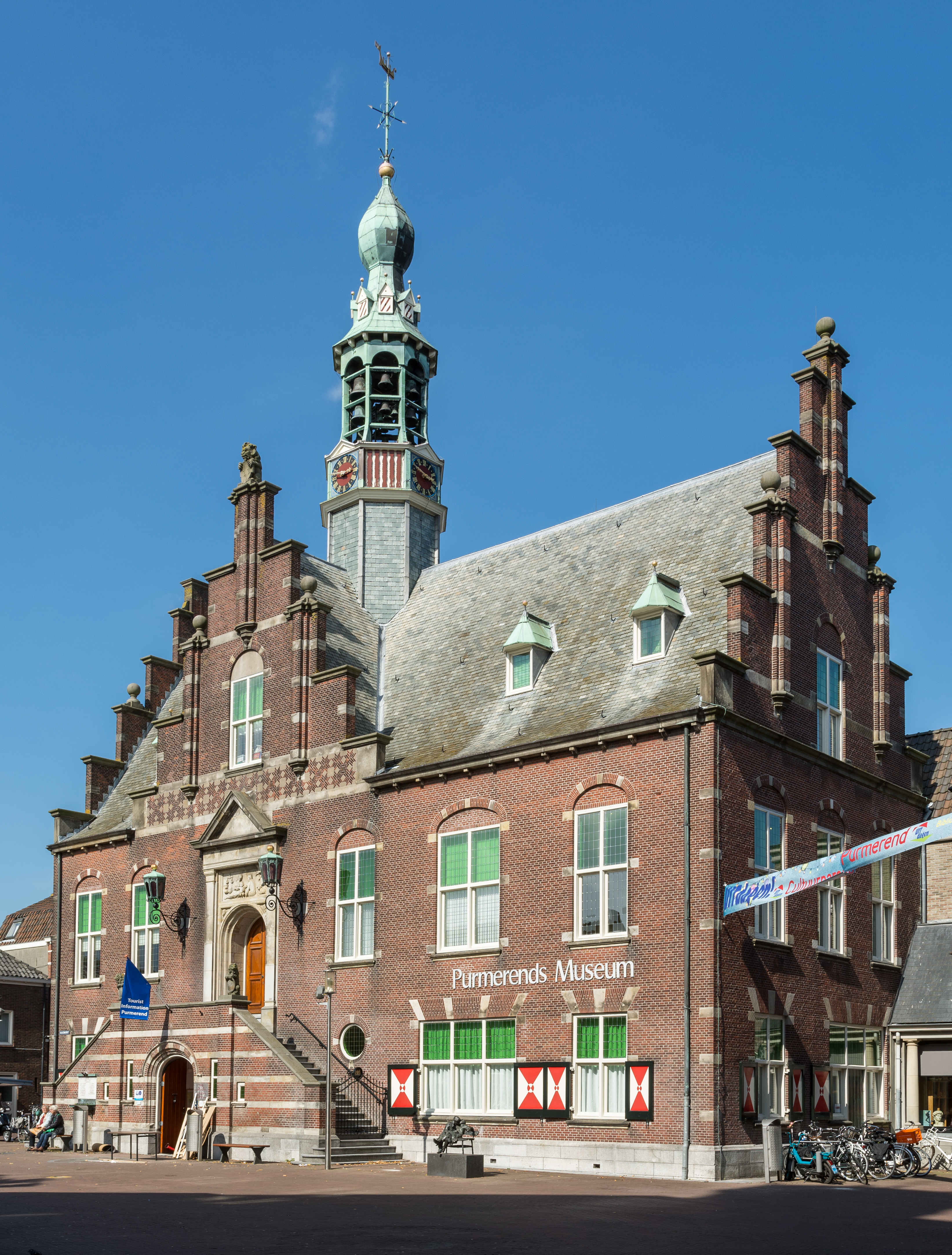
Purmerends Museum

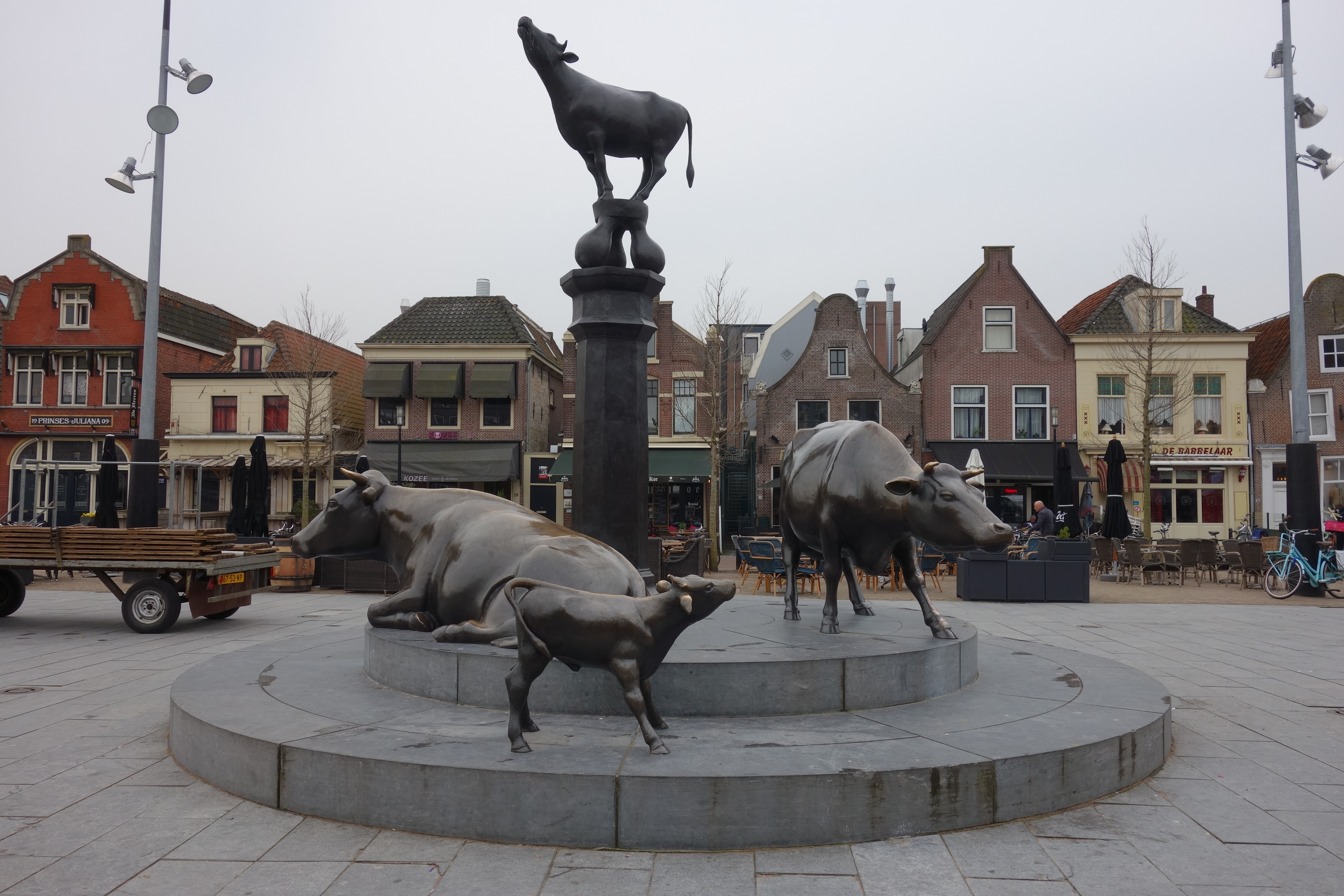
Koemarkt

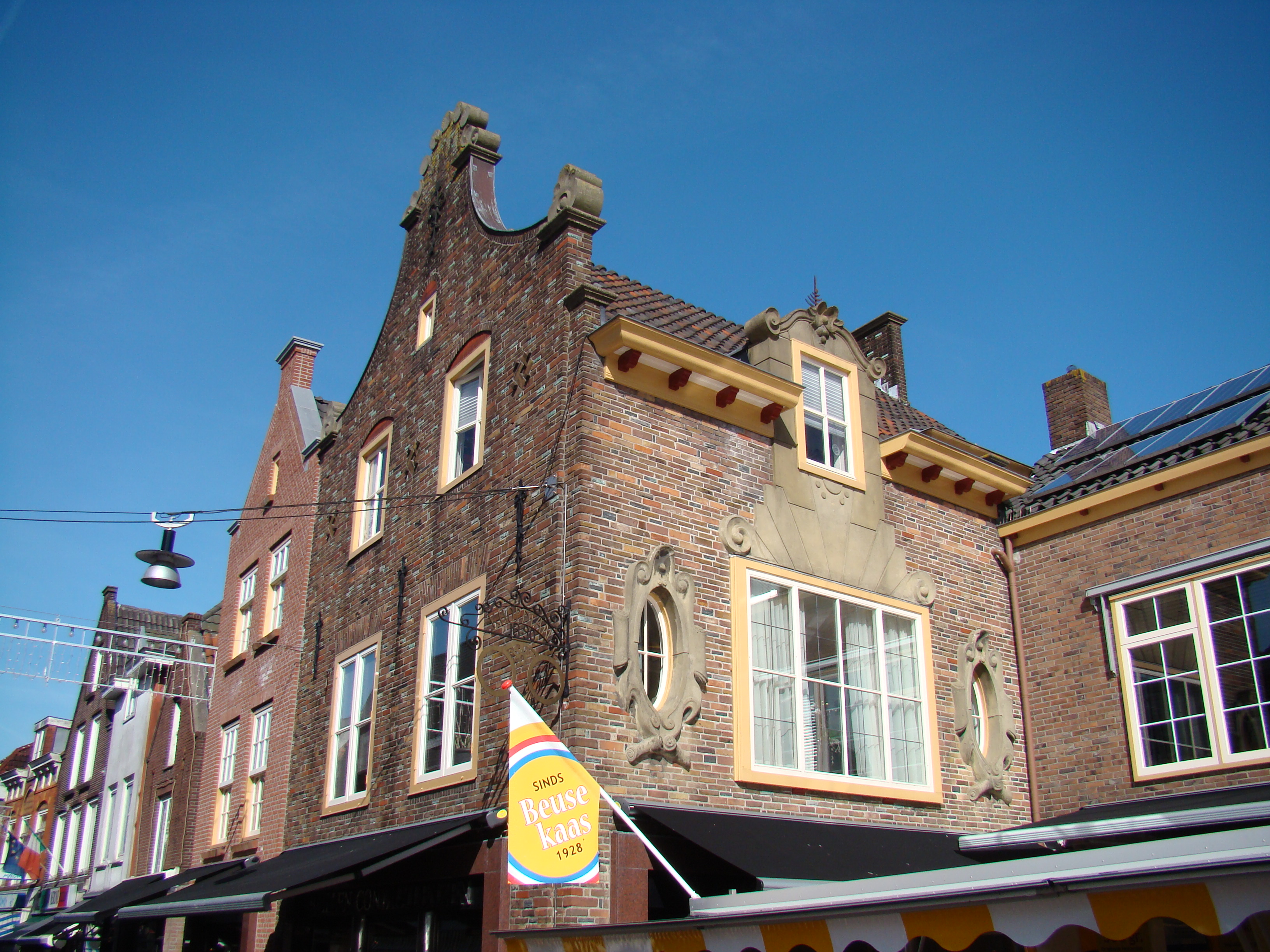
Padjedijk

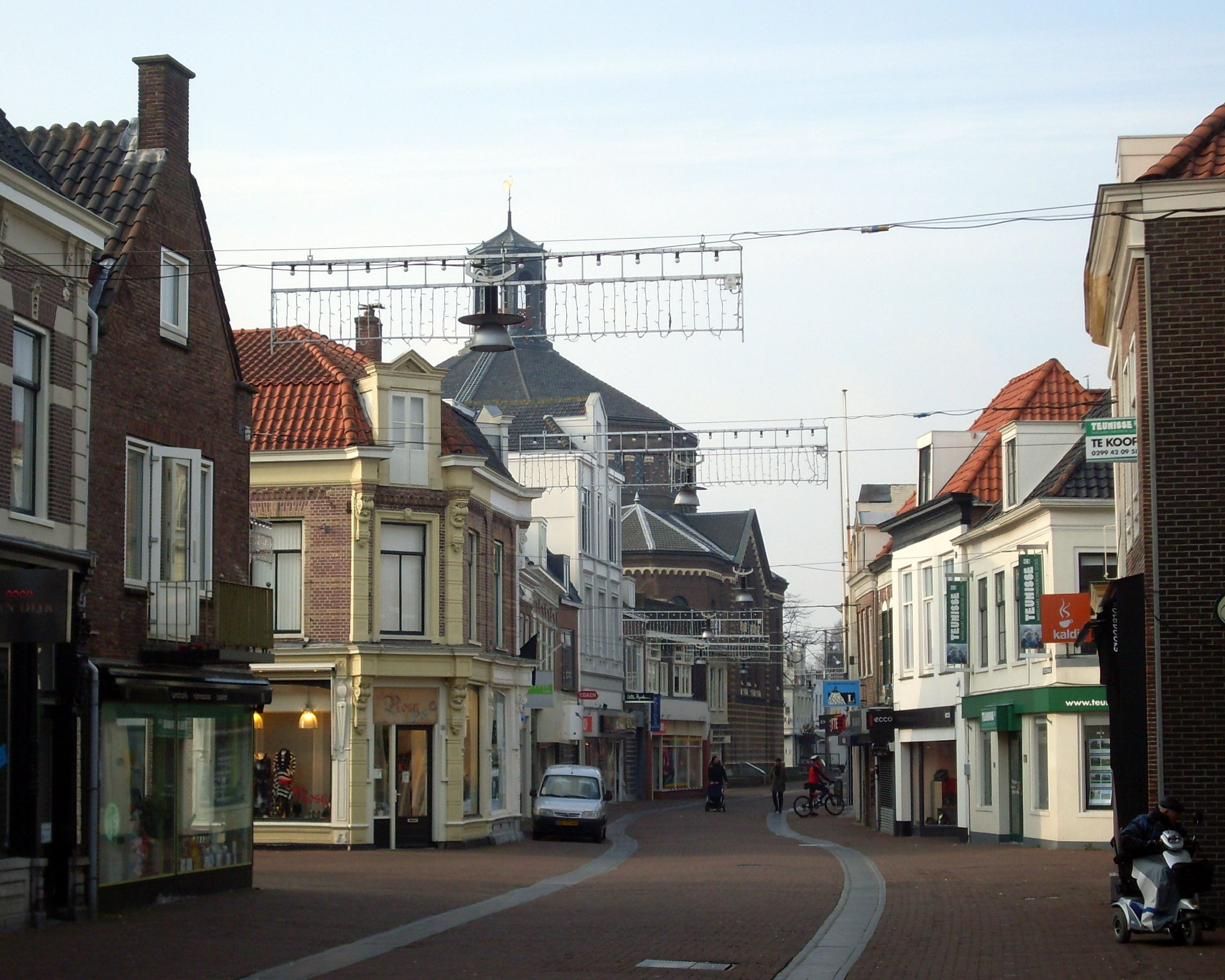
Dubbele Buurt

Purmerend (uitspraakⓘ) is een stad in de regio Waterland in de Nederlandse provincie Noord-Holland. Het is de hoofdstad van de gelijknamige gemeente Purmerend. De stad had op 1 januari 2024 een inwonertal van 83.536 (bron: Purmerend). De plaats maakte als groeikern vanaf de jaren 1960 een stormachtige groei door.

## Geschiedenis
Op de locatie van het tegenwoordige Purmerend bevond zich al aan het eind van de 12e eeuw een kleine oevermarktnederzetting. Het dorp kwam tot bloei als binnenlands verkeersknooppunt nadat rond 1310 de noordelijk gelegen doorvaart tussen de Purmer- en de Beemstermeer binnen de bedijking van de Overwheerse Polder was komen te liggen, en was afgesloten. Bij Purmerend werd een oude verkavelingssloot tussen de Waterlandse Zeedijk en het nieuw ingedijkte gebied uitgediept en verbreed als doorvaart tussen de meren (de Where). In 1392 was in Purmerend een klooster gesticht, het latere St. Ursulaconvent op de westzijde van de huidige Koemarkt.
Nadat de Amsterdamse financier en graaflijk tresorier Willem Eggert in 1410 door graaf Willem VI verheven was tot heer van de nieuwe Hoge heerlijkheid van Purmerend, Purmerland en Ilpendam groeide de plaats uit tot stad. Eggert kreeg toestemming in Purmerend een slot te bouwen, Slot Purmersteijn. Daarnaast werd in deze jaren een 60 bij 80 roeden tellend stadsplan uitgelegd, naar het voorbeeld van Edam in 1357 en Monnickendam in 1404.
Graaf Willem VI overleed in mei 1417. Zijn regiem had exclusief gesteund op de Hoekse partij onder de Hollandse edelen en steden. De Kabeljauwse partij maakte zich op om het verloren terrein terug te winnen. Er brak een hevige machtsstrijd uit, waarbij de Hoeken de opvolging van Willem VI zijn dochter Jacoba steunden, en de Kabeljauwen diens broer Jan van Beieren. Willem Eggert, een Hoeks partijganger, overleed in juli 1417, nauwelijks twee maanden na de dood van Willem VI. Zijn zoon Jan Eggert werd geïnstalleerd als heer van Purmerend, maar hij vreesde voor zijn leven, en nam de wijk naar Gent. Hij verkocht de Purmerheerlijkheid aan zijn zwager Gerrit van Zijl, maar nadat de Kabeljauwse partij het overwicht verwierf, werd Purmerend in 1423 geconfisqueerd door Jan van Beieren. Edam en Monnickendam kregen opdracht het slot af te breken, maar daar kwam het niet van. Waarschijnlijk zijn wel wat sloopwerkzaamheden verricht, maar in 1423 benoemde Jan van Beieren zijn zoon Jan de Bastaard tot heer van Purmerend. Het slot werd op diens kosten hersteld.
In 1428 werd Gerrit van Zijl in het kader van de 'Zoen van Delft' in het bezit van de heerlijkheid hersteld, maar in 1439 was hij genoodzaakt het te verkopen. De Purmerheerlijkheid werd eigendom van het adellijke geslacht Van Montfoort. In 1484 kwam Purmerend in bezit van Jan III van Egmont. Hij en zijn nazaten bleven in het bezit van de heerlijkheid tot in 1568 Purmerends laatste heer Lamoraal van Egmont op last van de hertog van Alva werd geëxecuteerd, en de Purmerheerlijkheid geconfisqueerd. Op 23 juli 1519 verwoest een stadsbrand een groot deel van de stad. In 1572 werd Purmerend ingenomen door Diederik Sonoy, waarbij het St. Ursulaklooster vernietigd werd. In 1582 werd Purmerend onteigend door de Staten van Holland. De stad werd formeel aan de Hollandse graaflijkheid gehecht, en kreeg als graaflijke stad zitting en stemrecht in de Staten van Holland.

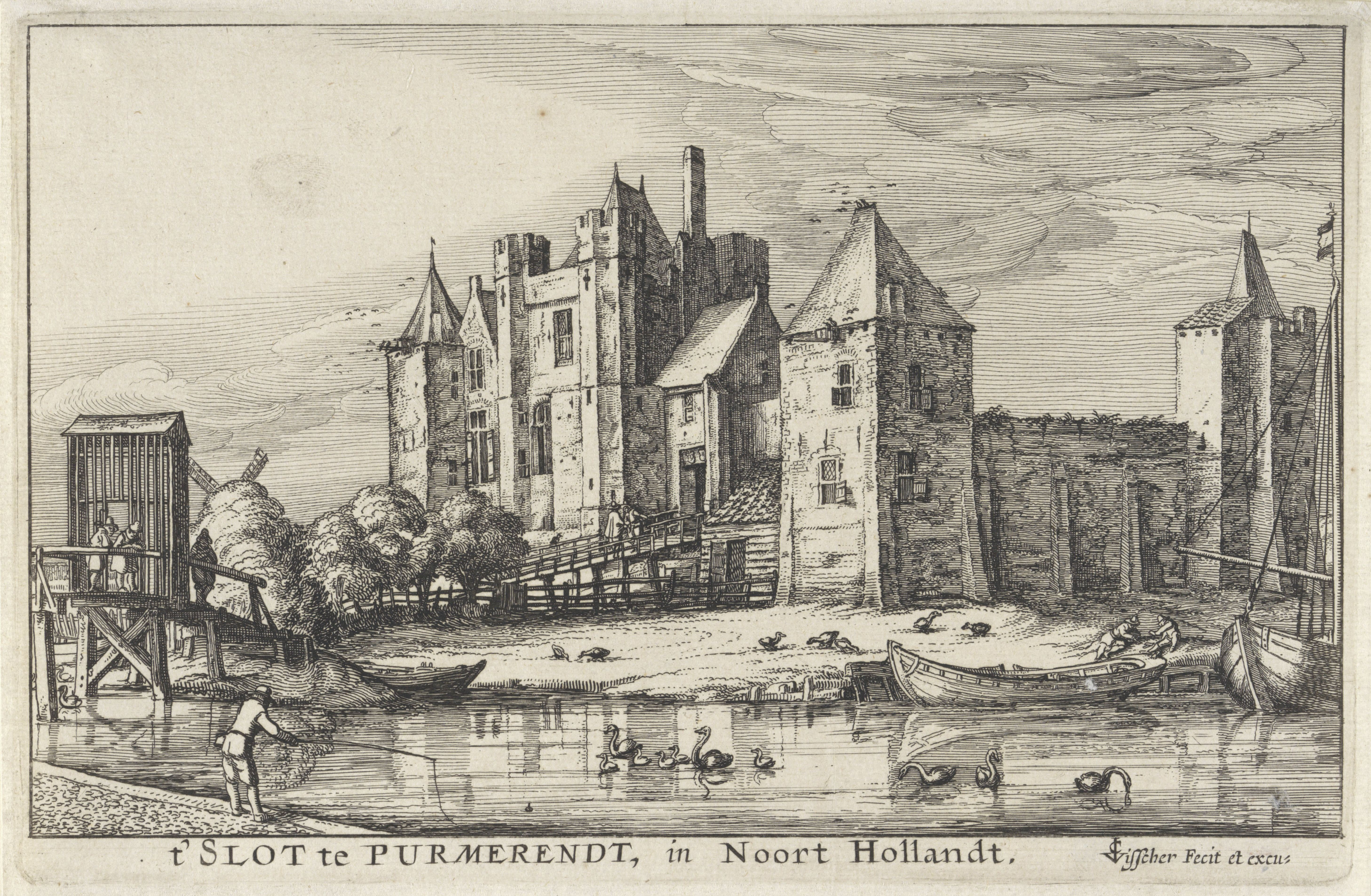
Slot Purmersteijn in 1617
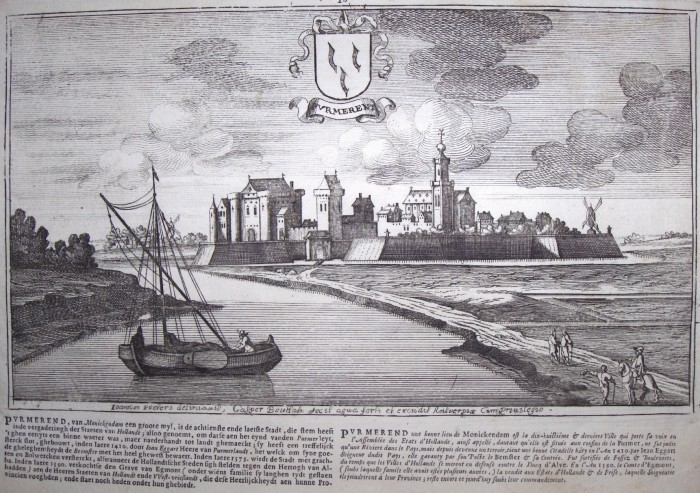
Purmerend en het slot in 1674

Vanaf 1434 werd Purmerend in officiële documenten als stad omschreven, maar pas onder Jan van Egmond kreeg het in 1484 een bestuursinrichting die de vergelijking met de stadsrechten van de graaflijke steden kon doorstaan. De kastelein of hoofdofficier van het slot Purmerstein, voor 1568 de vertegenwoordiger van Van Egmond, behield echter een prominente positie in het lokaal bestuur. Na het droogleggen van de Beemster en de Wormer, werd hij bovendien baljuw van deze nieuwe droogmakerijen. In de periode 1669-1729 werd het ambt vervuld door drie generaties uit het Amsterdamse patriciërsgeslacht Van Ruytenburg. Het slot werd in 1741 gesloopt, naar verluidt omdat het bouwvallig was, maar in feite omdat het stadsbestuur de machtspositie van de hoofdofficier in het lokaal bestuur wilde inperken.
Purmerend verkreeg in 1484 marktrecht, maar tot het droogmaken van de meren rond de stad in de jaren 1607-1625, was de zeevaart en visserij de belangrijkste bron van bestaan. Daarna groeide Purmerend uit tot een bloeiend marktstadje met twee jaarmarkten en een weekmarkt, dat dreef op de handel in kaas en vee. Daarnaast telde Purmerend in de 18e eeuw diverse bedrijven, drie brouwerijen, twee jeneverstokerijen, een buskruitmolen (1666-1833), een terpentijnstokerij, beide in het bezit van Jan Frederik Berewout, een zeepziederij, een azijnmakerij, een touwslagerij, een scheepstimmerwerf en drie zaag- en meelmolens.
Tussen 1820 en 1840 zijn de stadspoorten, waaronder de Amsterdamse Poort gesloopt. De stadswallen zijn toen veranderd in plantsoenen.

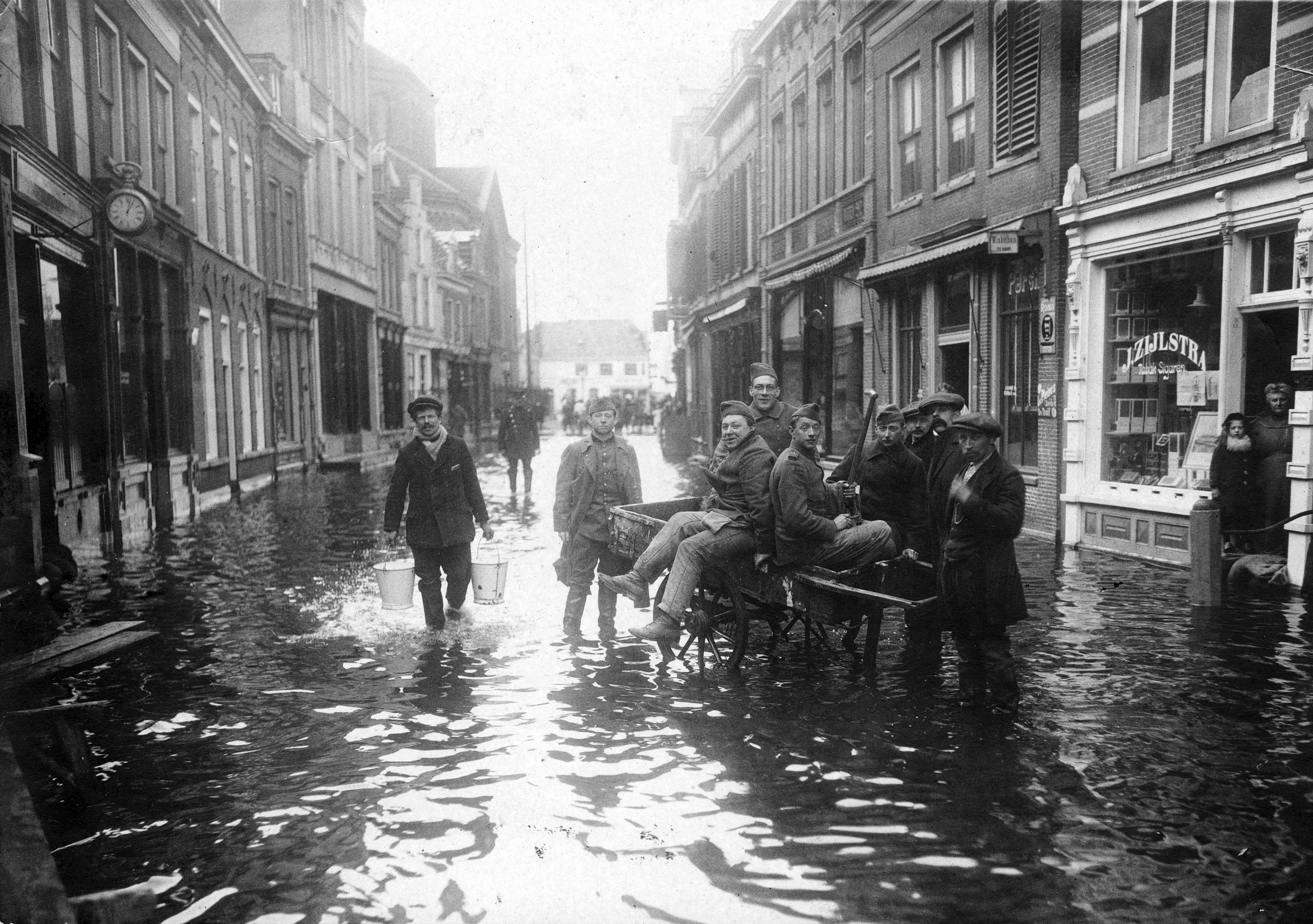
Purmerend in 1916

Tijdens de Stormvloed van 1916 stonden de straten van de stad onder water.
Na 1960 is de bevolking gegroeid van ongeveer 10.000 naar ongeveer 80.000 inwoners. De stad ligt gunstig ten opzichte van Amsterdam, waar veel inwoners, vaak voormalige inwoners van de hoofdstad, werken.
In 1978 zijn 134 panden in het oude centrum van Purmerend gesloopt voor de bouw van het Eggert Winkelcentrum. Alleen een deel van het Burgerweeshuis werd gespaard.
Purmerend noemt zich al jarenlang Marktstad en was bekend om zijn (vee-)markten. Na de vele veeziekten tussen 1995 en 2001 is de koeien- en schapenmarkt in de open lucht niet meer toegestaan. De veemarkt is daarom verplaatst van het centrum (de Koemarkt) naar het industrieterrein en overgegaan in private handen.
Purmerend was in 2003 ook 'Kermisstad van Nederland'. 
Gerrit Komrij beschreef het moderne Nederland in zijn architectuurkritiek 'Het Boze Oog' (1983) als volgt:
Het is niet mooi en het is niet lelijk, het is niet glad en het is niet hard, het hangt niet aan de muur en het verdomt te tikken bovendien. Je hebt, kortom, nergens een houvast. Loop je nu in Sappemeer of in Almere, in Amsterdam of in Buitenveldert? Geen idee, waar waren we gisteren ook alweer? De verpurmerending van Nederland gaat traag, maar onstuitbaar voort. Winkelpromenades, sierbestratingen, woonerven en Keulse minipotten. Dat is wel het allerergste: de weigering om herkenningstekens aan te brengen, het loslaten van de levenslijn van een stad of een dorp.

### Gemeentefusie
De colleges van de gemeenten Purmerend en Beemster sloten op 4 september 2018 een bestuurlijk akkoord om per 1 januari 2022 te fuseren. In 2020 stelden de gemeenteraden het herindelingsadvies vast voor de nieuwe gemeente Purmerend. De definitieve zienswijze en het herindelingsadvies zijn in juni 2020 door Gedeputeerde Staten vastgesteld en vervolgens toegezonden aan de minister van Binnenlandse Zaken en Koninkrijksrelaties. Het desbetreffend wetsvoorstel is op 11 februari 2021 aangenomen door de Tweede Kamer en op 25 mei 2021 door de Eerste Kamer.
Op 24 november 2021 werd de herindelingsverkiezing voor de nieuwe gemeenteraad gehouden die sinds 1 januari 2022 is aangetreden, waarbij de opkomst 32,4% bedroeg. De gefuseerde gemeente had op 1 januari 2022 ongeveer 92.000 inwoners. De zittingsperiode van de gemeenteraad loopt tot en met de gemeenteraadsverkiezingen van 2026; de gemeente Purmerend heeft daarom niet deelgenomen aan de reguliere gemeenteraadsverkiezingen in 2022.
Tot 2022 bestond de gemeente Purmerend uit de plaatsen; de stad Purmerend, het kruispuntdorp Purmerbuurt in het oosten van de gemeente nabij het Purmerbos en de buurtschap en polder Purmer dat gedeeld werd met de gemeenten Waterland en Edam-Volendam.

### Bevolkingsontwikkeling
Bron: Gemeente Purmerend

## Wijken en buurten
Purmerend kent zeven wijken. De oudere wijken zijn het Centrum, Overwhere, Wheermolen en de Purmer-Noord. Nieuwere wijken zijn de Gors, Purmer-Zuid en de Weidevenne.

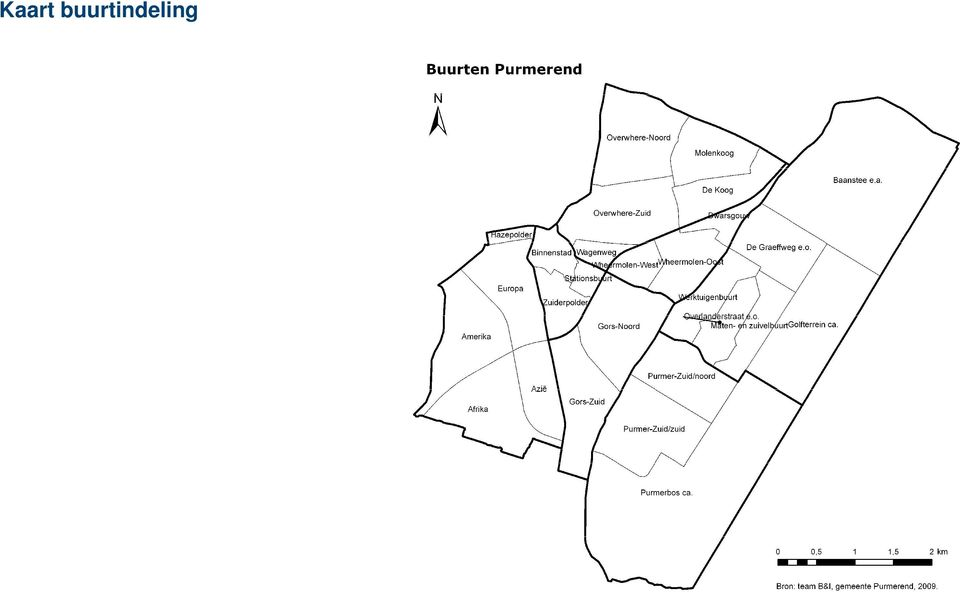

| Indeling stad | Indeling stad                                                                                                   |
| ------------- | --- |
| Wijk          | Buurten |
| Centrum       | Binnenstad, Stationsbuurt, Zuiderpolder                                                                         |
| Overwhere     | De Koog, Molenkoog, Overwhere-Noord, Overwhere-Zuid, Wagenweg                                                   |
| Wheermolen    | Dwarsgouw, Wheermolen-Oost, Wheermolen-West                                                                     |
| Purmer-Noord  | Baanstee e.a., De Graeffweg e.o., Golterrein ca., Maten- en Zuivelbuurt, Overlanderstraat e.o., Werktuigenbuurt |
| De Gors       | Gors-Noord, Gors-Zuid                                                                                           |
| Purmer-Zuid   | Purmer-Zuid/noord, Purmer-Zuid/zuid                                                                             |
| Weidevenne    | Afrika, Amerika, Azië, Europa, Hazepolder                                                                       |

## Verkeer en vervoer

### Wegverkeer
Ruim 60% van het totale woon-werkverkeer uit Purmerend gaat per auto. De A7 is de belangrijkste autoverbinding met Amsterdam. De openstelling van de spitsstrook tussen Zaandam en Purmerend heeft de files in de avondspits verminderd. In 2015 is de Coentunnel verdubbeld; hierdoor zijn de files tijdelijk verder verminderd.
Purmerend ligt ook aan de provinciale wegen N235 en N244.
Purmerend kent twee belangrijke verbindingswegen die door de stad kruisen. Van noord naar zuid zijn de belangrijkste wegen de Churchilllaan en de Gorslaan, van oost naar west zijn de belangrijkste wegen de IJsselmeerlaan en de Waterlandlaan.

### Openbaar vervoer
Purmerend ligt sinds 1884 aan de spoorlijn Zaandam - Enkhuizen en heeft drie stations: Purmerend Weidevenne, Purmerend en Purmerend Overwhere. Alleen sprinters stoppen op deze stations ('s avonds en tijdens het weekend slechts eenmaal per uur). Rond 1970 was een Spoorlijn Purmer gepland, die echter niet aangelegd werd. 
Van 1894 tot 1949 had Purmerend een metersporige tramverbinding (de Waterlandse tram) met Amsterdam-Noord. Aanvankelijk reed er een stoomtram, na 1932 was dit een elektrische tram. Ook was er tot 1931 een tram naar Alkmaar. Het huidige busstation ligt op de plaats van het vroegere tramstation. 
Het busvervoer vanuit Purmerend werd aanvankelijk geëxploiteerd door NZH (sinds 1931 de lijn Purmerend-De Rijp-Graft, die in dat jaar begon te rijden als opvolger van de TNHT-stoomtramlijn) en de NACO die in 1949 de elektrische tramlijn naar Amsterdam overnam, na 1972 gefuseerd met NZH, vanaf 1999 door Connexxion en vanaf 2005 door Arriva. Het busvervoer wordt sinds 11 december 2011 verzorgd door EBS; centraal punt is het busstation Purmerend Tramplein.

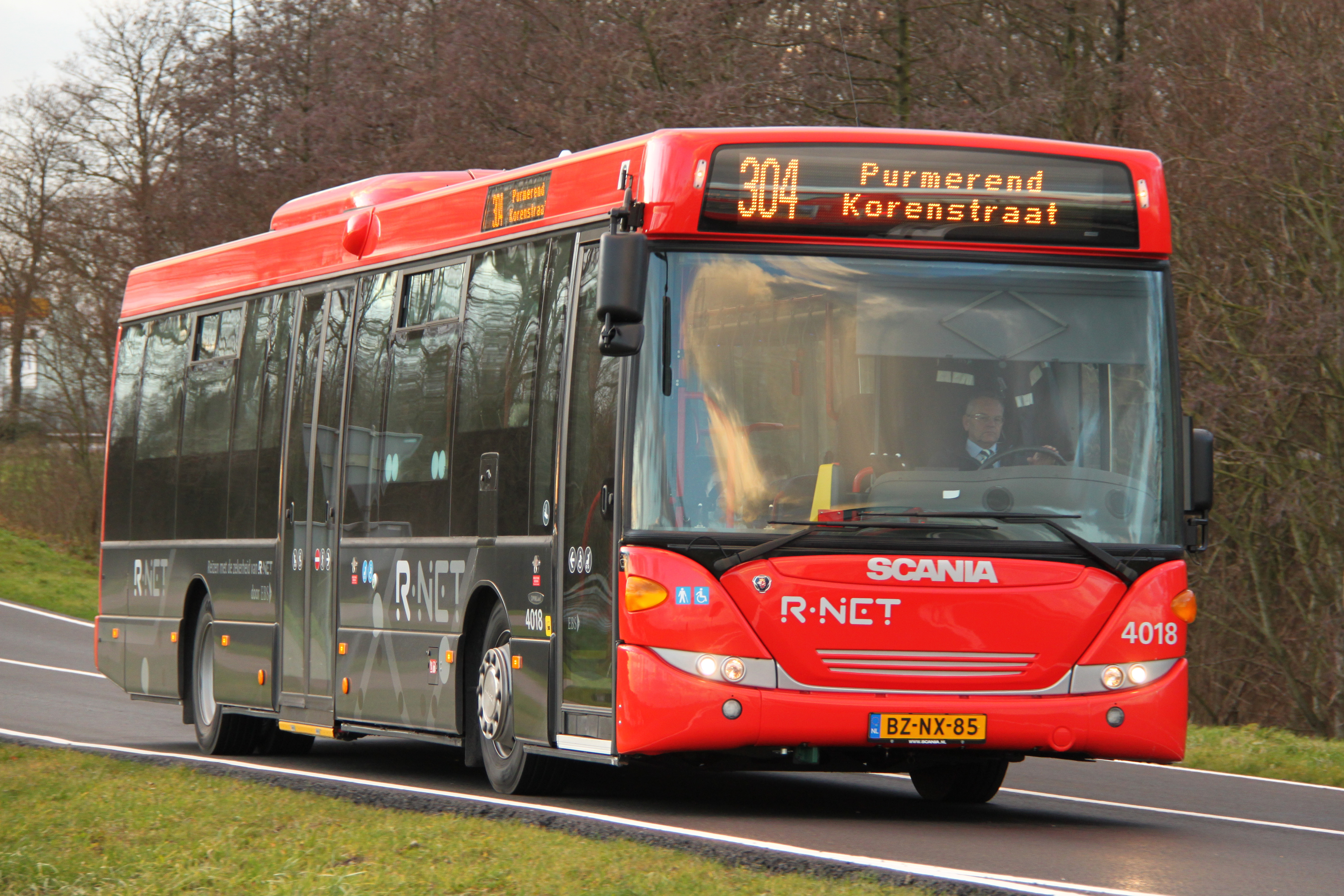
Bus van EBS naar Purmerend.

Buslijnen 305 t/m 308 rijden vanuit verschillende locaties in Purmerend naar Amsterdam; ofwel metrostation Noord ofwel station Amsterdam Centraal. Buslijn 370 rijdt van Purmerend naar Amsterdam-Zuidoost. Deze buslijnen maken onderdeel uit van het R-net, een hoogwaardig OV-project in de Randstad. Het busverkeer tussen Purmerend en Amsterdam maakt gebruik van een speciale busbaan langs de N235, samen met de busstrook op de N247 is er hierdoor een vrije busbaan tussen Purmerend en Amsterdam. De buslijnen tussen Purmerend en Amsterdam rijden in een erg hoge frequentie (in de spits tot veertien keer per uur), mede daardoor bestaat in Purmerend de unieke situatie dat de bus een groter marktaandeel heeft dan de trein.

## Cultuur

### Film, theater en muziek

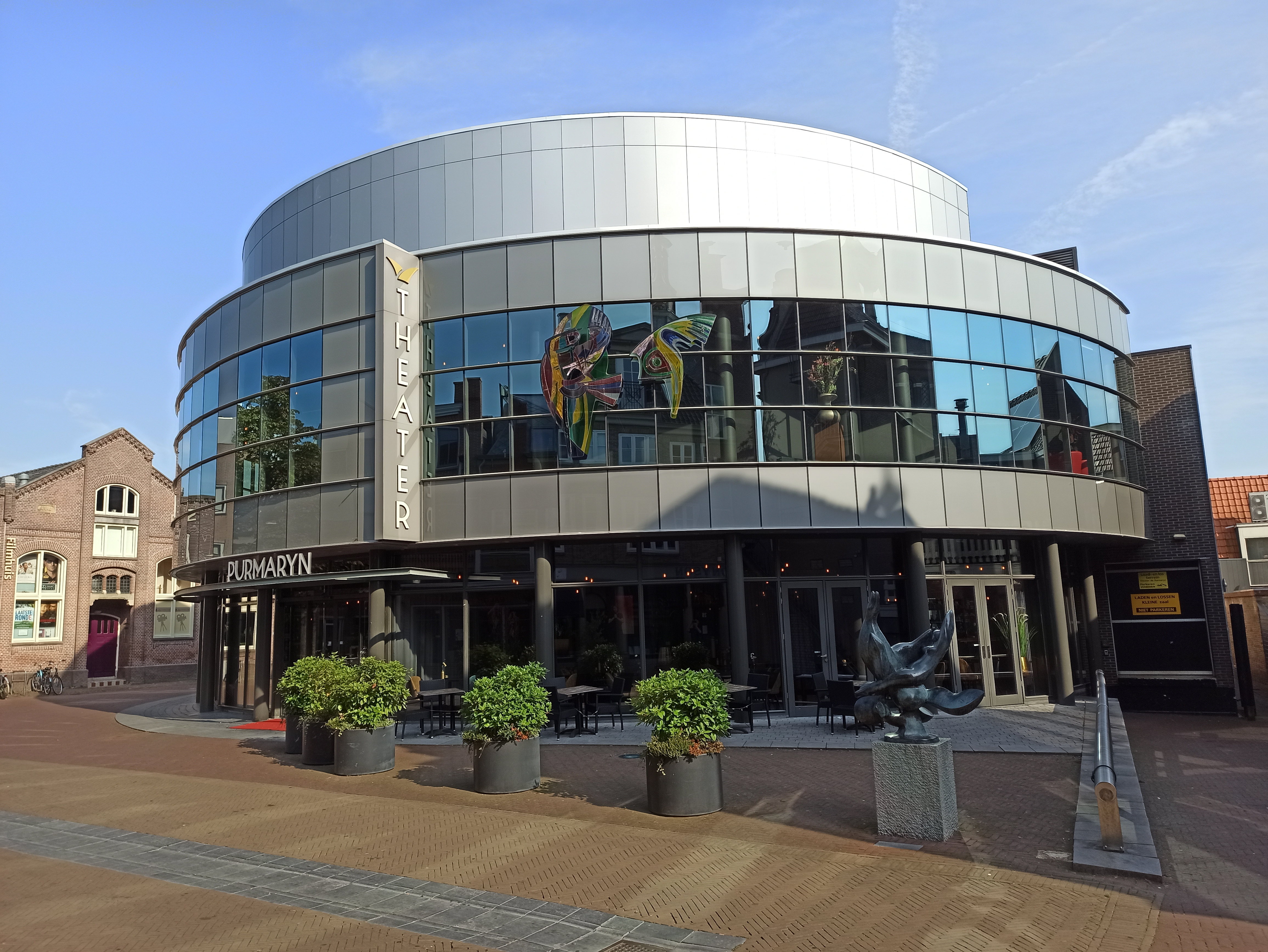
Theater de Purmaryn

De grotere bioscoop in de stad is Vue Bioscopen die in 2017 geheel is gerenoveerd. Daarnaast bevindt zich in de binnenstad het Filmhuis Purmerend.
Voor theater en muziek in Purmerend zijn er ook verschillende plekken om naartoe te gaan. P3 staat bekend om de vele concerten, waar De Dijk een van de vaste bands is die optreedt. Naast P3 is er het stadstheater Theater De Purmaryn en naast de P3 is gevestigd Theater De Verbeelding.

### Geloof
Purmerend kent een veeltal aan kleinere kerkelijke gemeenten. Naast de Nicolaaskerk (katholiek), de Taborkerk (protestants) en de Schuilplaats (christelijke gereformeerd) zijn er ook kerken met een evangelische geloofsrichting (Christengemeente Purmerend, House of Hope en De Deur). De stad kent ook een boeddhistische tempel (Watt Buddhavihara).

### Uitgaansleven
In Purmerend staat de Koemarkt bekend als de plek in Purmerend om uit te gaan. Purmerend kent geen clubs, maar een breed scala aan cafés in en rondom de binnenstad. Aan de Gedempte Singelgracht is een vestiging van Flamingo Casino gevestigd en aan het Noordhollandsch Kanaal het Snooker, Pool & Dart Centrum Purmerend.

### Musea
Purmerend kent een tweetal musea. Naast het Purmerends Museum kent de stad ook Kunsthuis Waterland, beide gevestigd in de Purmerendse binnenstad.

### Monumenten en openbare kunst
In de gemeente is een aantal rijksmonumenten, gemeentelijke monumenten en oorlogsmonumenten, zie:
- Lijst van rijksmonumenten in Purmerend
- Lijst van gemeentelijke monumenten in Purmerend
- Lijst van oorlogsmonumenten in Purmerend
- Lijst van beelden in Purmerend

### Sport

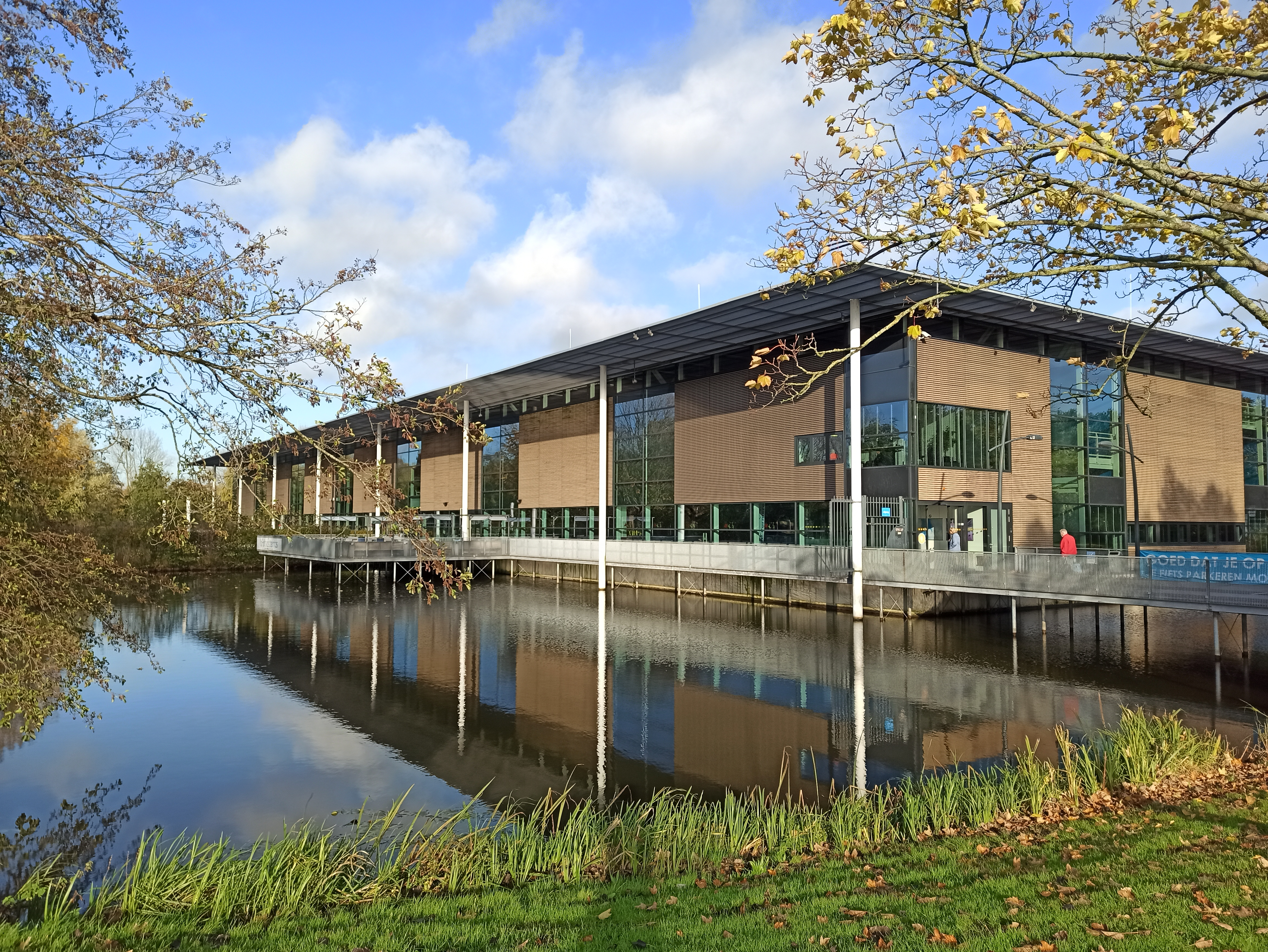
Leeghwaterbad

Aan de rand van Purmerend, naast industrieterrein Baanstee, bevindt zich de Golfclub de Purmer. Purmerend heeft drie voetbalclubs: FC Purmerend, VPV Purmersteijn en VV De Wherevogels. Daarnaast zijn er onder meer honkbalvereniging de Flying Petrels, hockeyclub MHC Purmerend, de 1917 opgerichte atletiekvereniging NEA Volharding en volleybalclub VC De Where.  
Rugby Club Waterland, de rugbyclub uit Purmerend, speelt met het damesteam (vanaf seizoen 2016-2017) in de ereklasse.
Zwemvereniging WZ&PC Purmerend heeft als thuisbasis het Leeghwaterbad.
Op de tweede donderdag van september vindt in de Nieuwstraat jaarlijks een kortebaandraverij plaats. Dit evenement wordt sinds 1873 georganiseerd in Purmerend tijdens de Nazomerfeestweek, samen met de Marktstadrun, een wedstrijd steenwerpen en een taptoe.

## Bekende personen
- Bernard Nieuwentijt (1654-1718), burgemeester, wiskundige, filosoof, theoloog
- Eeltje Halbertsma (1797-1858), arts en auteur
- Jan Stuyt (1868-1934), architect
- Anna Kappel (1875-1967), concert- en oratoriumsopraan
- Pieter Oud (1886-1968), politicus en geschiedschrijver
- Ko Oud (1890-1963), architect
- Jan Steert (1894-1965), politicus
- Mart Stam (1899-1986), meubelontwerper en architect
- August Kop (1904-1945), hockeyer
- Frits Bührman (1904-1930), atleet
- Konrad Merz (1908-1999), auteur
- Hendrik de Wit (1909-1999), botanicus
- Raymond Westerling (1919-1987), militair
- Lida Licht-Lankelma (1920-2014), interieurarchitect
- Wim Klinkenberg (1923-1995), onderzoeksjournalist en vakbondsman
- Aad de Koning (1928-2010), schaatser
- Martin Koeman (1938-2013), voetballer
- Lambert Quant (1942), burgemeester
- Jan de Vries (1944-2021), motorcoureur
- Cees de Wolf (1945-2011), voetballer
- Fred Butter (1957), musicalzanger en acteur
- Jos Compaan (1958-2020), roeier
- Stan Limburg (1961), acteur
- Jan van Zanen (1961), politicus
- Frans Limburg (1963), zanger en acteur
- Veron Lust (1963), atleet
- Ellen Pieters (1964), actrice en zangeres
- Martin van Ophuizen (1968), voetballer
- Dirk Groot (1969), milieuactivist
- Hans Klok (1969), illusionist
- Laura Bromet (1970), politicus
- Edwin Zoetebier (1970), voetbalkeeper
- Martin Cruijff (1972), voetballer, fysiotherapeut
- Kim van Kooten (1974), actrice en scenarist
- Olaf Lindenbergh (1974), voetballer
- Vincent van der Voort (1975), darter
- Lieja Tunks-Koeman (1976), atleet
- Fleur Agema (1976), politicus
- Regina Romeijn (1976), tv-presentatrice
- Yuri Rose (1979), voetballer
- Johan de Wit (1979), schaatscoach
- Steef Hupkes (1981), acteur
- Kees Kwakman (1983), voetballer
- Nabila Marhaben (1983), actrice
- Nienke Plas (1986), presentatrice en vlogger
- Mart Lieder (1990), voetballer
- Britt Dekker (1992), presentatrice
- Sabrina van der Mast (1992), handballer
- Mitchell Dijks (1993), voetballer
- Daniël van Son (1994), voetballer
- Jamie Jacobs (1997), voetballer
- Rafik El Hamdi (1994), voetballer
- Jurre Otto (1998), acteur, zanger en model
- Joey Veerman (1998), voetballer
- Boy Kemper (1999), voetballer
- Barry Lauwers (1999), voetballer
- Jay Gorter (2000), voetballer
- Mitchel Bakker (2000), voetballer
- Rome-Jayden Owusu-Oduro (2004), voetballer
- Karlijn Woons (2005), voetbalster
- Sean Steur (2008), voetballer